# ناثانيل ك. مارفن
ناثانيل ك. مارفن (بالإنجليزية: Nathaniel C. Marvin)‏ هو سياسي أمريكي، ولد في 23 مارس 1826، وتوفي في 29 نوفمبر 1895. حزبياً، نشط في الحزب الجمهوري. وقد انتخب عضو مجلس ولاية نيويورك.